# Ядерний дослідницький центр у Димоні

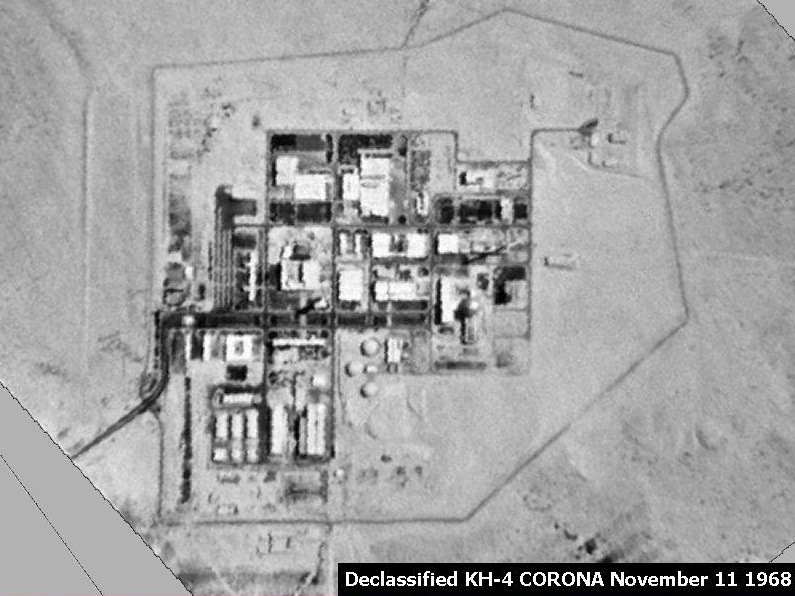
Ядерний дослідницький центр у Димоні (фото з супутника)

Центр ядерних досліджень імені Шимона Переса (івр. הקריה למחקר גרעיני) — ізраїльський дослідний центр, розташований в пустелі Негев, поблизу міста Дімона. Центр проводить дослідження в різноманітних галузях фізики. Офіційно відкрито в 1964 році. У серпні 2018 року центр було перейменовано на честь покійного президента і прем'єр-міністра Ізраїлю, лауреата Нобелівської премії миру Шимона Переса.
Вважається, що метою реактора є виробництво ядерних матеріалів, які можуть бути використані в ядерній зброї Ізраїлю. Інформація про об'єкт залишається суворо засекреченою, а щодо ядерної зброї країна дотримується політики, відомої як ядерна неоднозначність — відмовляючись ні підтверджувати, ні спростовувати володіння нею. Ізраїль (разом з Індією, Північною Кореєю, Пакистаном і Південним Суданом) є однією із п'яти країн, які не підписали Договір про нерозповсюдження ядерної зброї. Вважається, що Ізраїль виготовив свою першу ядерну зброю до 1967 року та має на озброєнні від 80 до 400 одиниць ядерної зброї.
Повітряний простір над об'єктом «Дімона» закритий для всіх літаків, а територія навколо нього посилено охороняється та огороджена. Під час Шестиденної війни ізраїльська ракета збила винищувач ВПС Ізраїлю Dassault Ouragan, який ненавмисно пролетів над Дімоною.

## Історія
У період з 1957 по 1964 роки побудований важководний реактор (IRR-2) на природному урані за сприяння французьких фірм. У будівництві на площі 36 км² брали участь близько 1500 ізраїльських і французьких робітників. Потужність реактора — 28 мегават. У 1970-х роках за допомогою Франції він був модернізований.
Не знаходиться під контролем Міжнародного агентства з атомної енергії.
У 1986 році Мордехай Вануну, колишній технік центру в Дімоні, який емігрував з Ізраїлю, надав британським ЗМІ деякі дані про ядерну програму Ізраїлю. Стверджується, що центр використовується для вироблення збройового плутонію; в різних джерелах наводяться відомості, що річна продуктивність становить від 15 до 40-60 кг, і що до 2003 року Ізраїль виготовив 510—650 кг плутонію. Офіційний Ізраїль не підтверджує і не спростовує ці відомості.